# Lucien Bianchi
Lucien Bianchi (n. 10 noiembrie 1934, Milano, Regatul Italiei – d. 30 martie 1969, Le Mans, Franța) a fost un pilot de Formula 1. De-a lungul carierei a luat startul în 17 curse, niciuna din pole-position. Nu a câștigat nicio cursă și a terminat o singură dată pe podium, acumulând 6 puncte în întreaga activitate ca pilot de Formula 1.